# Torneo de Ginebra 2024
El Gonet Geneva Open 2024 fue un torneo de tenis de la ATP en la categoría de ATP Tour 250. Se disputó entre el 19 y el 25 de mayo de 2024 sobre polvo de ladrillo en el Tennis Club de Genève en Ginebra (Suiza).

## Distribución de puntos
| Modalidad            | Campeón | Finalista | Semifinales | Cuartos de final | 2ª ronda | 1ª ronda | Clasificados | 2ª ronda de clasificación | 1ª ronda de clasificación |
| Individual masculino | 250     | 165       | 100         | 50               | 25       | 0        | 13           | 7                         | 0                         |
| Dobles masculino     | 250     | 150       | 90          | 45               | 20       | 0        | -            | -                         | -                         |

## Cabezas de serie

### Individuales masculino
| Tenista           | Ranking | Preclasificado |
| Novak Djokovic    | 1       | 1              |
| Casper Ruud       | 7       | 2              |
| Taylor Fritz      | 13      | 3              |
| Ben Shelton       | 14      | 4              |
| Sebastián Báez    | 19      | 5              |
| Tallon Griekspoor | 26      | 6              |
| Fábián Marozsán   | 36      | 7              |
| Jack Draper       | 40      | 8              |

- Ranking del 6 de mayo de 2024.[2]

### Dobles masculino
| Tenista                    | Ranking | Preclasificado |
| Hugo Nys Jan Zieliński     | 33      | 1              |
| Jamie Murray Michael Venus | 45      | 2              |
| Marcelo Arévalo Mate Pavić | 51      | 3              |
| Andreas Mies Neal Skupski  | 54      | 4              |

## Campeones

### Individual masculino
Casper Ruud venció a  Tomáš Macháč por 7-5, 6-3

### Dobles masculino
Marcelo Arévalo /  Mate Pavić venció a  Lloyd Glasspool /  Jean-Julien Rojer por 7-6(7-2), 7-5